# Siegfried (Guînes)
Siegfried der Däne (lat.: Sifridus Dacus) gilt als Stammvater des Hauses Guînes im 10. Jahrhundert.
Siegfrieds Existenz ist obskur, denn er wird in keinen zeitgenössischen Chroniken erwähnt. Erstmals und einmalig wird er zu Beginn des 13. Jahrhunderts in der Chronik der Grafen von Guînes des Lambert von Ardres als Stammvater des Grafenhauses genannt. Demnach war er ein normannischer Krieger, der einem dänischen Königshaus entstammte und eine Tochter des Grafen Arnulf I. von Flandern namens Elftrude, deren Existenz ebenso unsicher ist, verführt habe. Ihr gemeinsamer Sohn sei der postum geborene Ardolf gewesen, welcher der erste Graf von Guînes wurde.

## Quelle
- Lamberti Ardensis historia comitum Ghisnensium, hrsg. von J. Heller in MGH SS 24 (1879), S. 568